# Yeshe Dönden
Yeshe Dönden (? - 1995) was een Tibetaans geestelijke.
Hij was in de periode 1984-1989 de negenennegentigste Ganden tripa en daarmee de hoofdabt van het klooster Ganden. Dit klooster is gebouwd in 1966 in de Tibetaanse ballingschap in Mundgod, Karnataka, in India.  De Ganden Tripa is formeel de hoogste leidinggevende  van de gelugtraditie in het Tibetaans boeddhisme.